# Gocławice (przystanek kolejowy)
Gocławice – zlikwidowany przystanek kolejowy w Gocławicach w województwie zachodniopomorskim, w Polsce.